# Radziechowice Pierwsze
Radziechowice Pierwsze – wieś w Polsce położona w województwie łódzkim, w powiecie radomszczańskim, w gminie Ładzice.
Wieś w tenucie radomszczańskiej w powiecie radomszczańskim województwa sieradzkiego w końcu XVI wieku. Do 1953 roku istniała gmina Radziechowice. 
W latach 1975–1998 miejscowość administracyjnie należała do województwa piotrkowskiego.
W miejscowości znajduje się Dom Pomocy Społecznej, który zapewnia opiekę całodobową zapewniając możliwość pobytu stałego i czasowego dysponując 136 miejscami. Ośrodek jest jednostką organizacyjną powiatu radomszczańskiego a jego historia sięga 1926 r.
Urodził się tu Stanisław Tytus Dzienisiewicz – polski komandor, uczestnik I wojny światowej, wojny polsko-bolszewickiej i II wojny światowej, kawaler Orderu Virtuti Militari, trzykrotnie odznaczony Krzyżem Walecznych

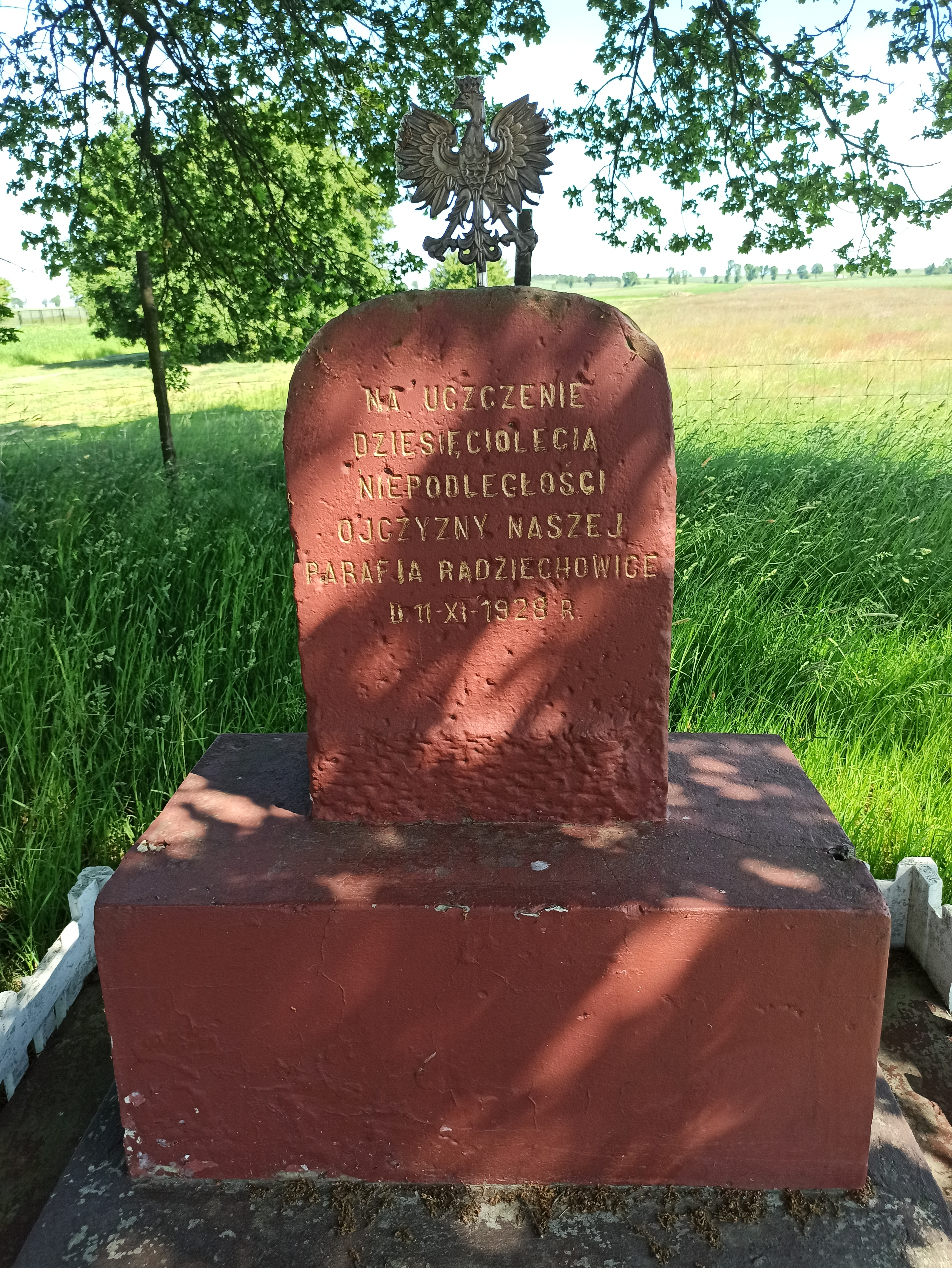
Pomnik poświęcony rocznicy odzyskania niepodległości w Radziechowicach